# Trinity Loren
Trinity Loren, született Joyce Evelyn McPherson, később Roxanne McPherson (La Jolla, Kalifornia, 1964. augusztus 21. – Burbank, Kalifornia, 1998. október 24.), amerikai fotomodell, sztriptíz-táncosnő, erotikus és pornószínésznő, az 1980-as évek klasszikus pornófilmjeinek ismert sztárja. Testméretei 38E-25-37, magassága 163 cm. Férjezett neve Trinity Barnes.

## Élete
A zöld szemű, természetes szőke hajú modell 1980-as évek közepén került a pornográf iparba. Top-modellként kezdett dolgozni, különféle férfimagazinok számára. Amikor első meztelen fényképei megjelentek, kiharcolta a hatóságoknál, hogy keresztnevét legálisan Roxanne-ra változtathassa. Nagy (38E méretű) természetes keblei (all-natural műfaj) gyorsan növelték ismertségét egy olyan korszakban, amikor éppen csak elkezdődött a kebel-implantátumok terjedése.
Első filmszerepét 1985-ben kapta, már a Trinity Loren művésznevet használva. A pornográf videofilmek hőskorában a kezdő színésznők neve gyorsan ismertté vált a közvetlenül videóváltozatban készülő (straight-to-video) filmek révén. Specialitása az orális és anális szex volt, de nagyon sok leszbikus jelenetben is szerepet vállalt. Sikerét (kebelméretei mellett) főleg annak köszönhette, hogy megjelenése és stílusa elütött a megszokott, unalomig ismert sztereotípiától, a mesterségesen szőkített, mesterségesen felpolcolt vagy felpumpált mellű színésznőtársaitól. Valamelyest túlsúlyos volt, ennek ellenére nagyon vonzó maradt, még gyermekének születése után is. Hajviseletével és mimikájával vadóc természetét érzékeltette.
Feleségül ment Barry Woods pornószínészhez (álneve Shane Hunter). 1990-ben megszületett Tess nevű lányuk. A klasszikus pornófilmekben közismertté vált „mainstream” pornószínésznők közül Trinity az elsők között vállalkozott pornográf filmszerepekre terhességének előrehaladott, jól látható állapotában is. Ezt megelőzően a terhes nőkkel felvett szexfilmek csak 8 mm-es filmkópiákon, a féllegálisan forgalmazott (undergound) miliőben, az extrém és fétis kategóriákban voltak kaphatók.
Házassága Barry Woods-szal hamarosan, még az 1990-es évek elején megromlott. Elváltak, Trinity Texasba költözött gyermekével, ahol nyugalmasabb körülményeket remélt. Az exférj azonban keresetet adott be, hogy Tesst ő nevelhesse. A durva veszekedésekkel járó per során a bíróság az apának ítélte a kislányt. Trinity visszatért Kaliforniába, hogy legalább leányának közelében maradhasson.
Ekkoriban Trinity felhagyott a pornográf filmezéssel, tartva a terjedőben lévő AIDS-fertőzéstől. Fotómodellként továbbra is vállalt megbízásokat, fényképei rendszeresen megjelentek férfimagazinokban (Hustler, Color Climax, Gent, Rodox stb.). Ebben az időben a gyermekétől való megfosztás depresszióba taszította, kábítószer-függőség alakult ki, emiatt gyógyszeres kezelésre szorult. Az erős gyógyszerezés hatására gyógyszerfüggőség is kialakult benne. Az elvonókúra részeként, pszichiátere tanácsára önéletrajzán kezdett dolgozni.
1998 elején Joe Gallant pornográf filmrendező, Trinity aktuális élettársa bejelentette, hogy új közös szexfilmet forgatnak, amelyben mindketten szerepelnek, és Trinity Loren ezzel kíván visszatérni a pornográf filmiparba.
1998. október 24-én burbanki lakásán fájdalomcsillapító gyógyszerek túladagolása következtében meghalt. Az őt közelről ismerők az öngyilkosság lehetőségét sem zárták ki. Élettársa nyilvánosan kizárólag agyvérzésről beszélt. Trinity Loren önéletrajza befejezetlen maradt. Az 1980-as évek egyik leghíresebb pornószínésznője a kaliforniai Chatsworth-ben, az Oakwood Memorial Park temetőben nyugszik, sírkövére hivatalos nevét, a Roxanne McPherson-t vésték.

## Filmjei (kivonatos lista)
Trinity Loren több, mint 270 pornográf filmben szerepelt. A legismertebbek:
- Midnight Pink (1986)
- Amazing Tails (1987)
- Sorority Pink (1989)
- Buttman’s Bend Over Babes (1990)
- Battle of the Ultra Milkmaids (1992)
- Tit to Tit (1994)
- Best Of Big Busty
- Breast Worx 30
- Cum To Dinner
- Double D Dykes
- Eat At The Blue Fox
- Famous Ta Ta’s
- Girls On Girls
- Heel’s Angels
- John Holmes And The All-star Sex Queens
- Kitten Cums-back
- Let’s Talk Sex
- Monumental Knockers 1
- Raging Waters
- Stiff Competition
- Toppers
- Wild Wild Chest 3
- Le Sexe de Femmes 3